# Tschechischer Fußballpokal 1995/96
Der Tschechische Fußballpokal 1995/96 (tschechisch: Pohár ČMFS 1995/96) war die dritte Austragung des Fußballpokalwettbewerbs der Männer des Fußballverbandes der Tschechischen Republik. Im Endspiel setzte sich der AC Sparta Prag mit 4:0 gegen den FC Petra Drnovice durch. Der Sieger nahm am Europapokal der Pokalsieger teil.

## Modus und Termine
Der Wettbewerb begann am 29. Juli 1995 mit der Vorrunde. An ihr nahmen 34 Teams teil. Zu den 17 Gewinnern stießen in der ersten Runde weitere 79 Teams. In der zweiten Runde kamen 16 Erstligisten hinzu. In allen Runden wurde der Sieger einer Begegnung in nur jeweils einem Spiel ermittelt, es gab also kein Hin- und Rückspiel. Stand es nach 90 Minuten unentschieden, folgte sofort ein Elfmeterschießen. Diese Regelung galt nicht für das Endspiel. Das Finale fand am 22. Mai 1996 statt.
| Runde         | Datum               | Spiele | Vereine   | Neueinstiege |
| ------------- | ------------------- | ------ | --------- | ------------ |
| Vorrunde      | 29. – 30. Juli 1995 | 17     | 129 → 112 | 34           |
| 1. Runde      | 5. August 1995      | 48     | 112 → 64  | 79           |
| 2. Runde      | 30. August 1995     | 32     | 64 → 32   | 16           |
| 3. Runde      | 20. September 1995  | 16     | 32 → 16   | –            |
| Achtelfinale  | 11. Oktober 1995    | 08     | 16 → 8    | –            |
| Viertelfinale | 19. April 1996      | 04     | 8 → 4     | –            |
| Halbfinale    | 17. Mai 1996        | 02     | 4 → 2     | –            |
| Finale        | 22. Mai 1996        | 01     | 2 → 1     | –            |
| Gesamt        |                     | 1280   |           | 1290         |

## Vorrunde

### Teilnehmende Mannschaften
25 Viertligisten, 7 Fünftligisten und 2 Sechstligisten
| Vorrundenteilnehmer | | | |
| FK ARTEP Město Albrechtice (IV) TJ ČKD Blansko (IV) SK Sokol Brozany (IV) FK Agria Choceň (IV) PFC Český Dub (IV) SK Holice (IV) SK Hradec Králové B (IV) TJ Nový Jičín (IV) TJ Spartak Kolín (IV) | TJ KŽ Králův Dvůr (IV) FK Krnov (IV) FSC Libuš (IV) FC Pard Pardubice (IV) FC Písek (IV) SK Plzeň 1894 (IV) SK Aritma Prag (IV) TJ Přeštice (IV) SK Smíchov (IV) | AFK Sokol Semice (IV) TJ Sokol Svéradice (IV) TJ Svitavy (IV) Dukla Tábor (IV) FC Veselí nad Moravou (IV) FK Vodňany (IV) TJ ŽĎAS Žďár nad Sázavou (IV) SK Přední Kopanina (V) | FK Kaučuk Kralupy (V) Banik Mikulčice (V) SKP Rapid Pilsen (V) FK Rokycany (V) SK Štěti (V) FK Jiskra Třeboň (V) SK Buwol Metal Luka nad Jihlavou (VI) TJ Frenštát pod Radhoštěm (VI) |
| IV = Divize • V = Krajský přebor • VI = I. A třída | | | |

### Begegnungen der Vorrunde
| Datum                 |                                       | Ergebnis        |                                 |
| --------------------- | ------------------------------------- | --------------- | ------------------------------- |
| 29.07.1995, 10:15 Uhr | FK Kaučuk Kralupy (V)                 | 0:1             | FSC Libuš (IV)                  |
| 29.07.1995, 17:00 Uhr | TJ Sokol Svéradice (IV)               | 2:0             | SK Plzeň 1894 (IV)              |
| 29.07.1995, 17:00 Uhr | FK Jiskra Třeboň (V)                  | 1:0             | Dukla Tábor (IV)                |
| 29.07.1995, 17:00 Uhr | SKP Rapid Pilsen (V)                  | 2:2 (5:6 i. E.) | TJ Přeštice (IV)                |
| 29.07.1995, 17:00 Uhr | FK Rokycany (V)                       | 0:3             | SK Aritma Prag (IV)             |
| 29.07.1995, 17:00 Uhr | SK Štěti (V)                          | 2:1             | SK Smíchov (IV)                 |
| 29.07.1995, 17:00 Uhr | SK Přední Kopanina (V)                | 3:1             | TJ KŽ Králův Dvůr (IV)          |
| 29.07.1995, 17:00 Uhr | SK Hradec Králové B (IV)              | 3:0             | FC Pard Pardubice (IV)          |
| 29.07.1995, 17:00 Uhr | AFK Sokol Semice (IV)                 | 6:0             | TJ Spartak Kolín (IV)           |
| 30.07.1995, 17:00 Uhr | PFC Český Dub (IV)                    | 1:2             | SK Sokol Brozany (IV)           |
| 30.07.1995, 17:00 Uhr | FK Vodňany (IV)                       | 3:2             | FC Písek (IV)                   |
| 30.07.1995, 17:00 Uhr | SK Holice (IV)                        | 0:1             | FK Agria Choceň (IV)            |
| 30.07.1995, 17:00 Uhr | TJ Svitavy (IV)                       | 2:2 (2:4 i. E.) | TJ ČKD Blansko (IV)             |
| 30.07.1995, 17:00 Uhr | Banik Mikulčice (V)                   | 0:5             | FC Veselí nad Moravou (IV)      |
| 30.07.1995, 17:00 Uhr | SK Buwol Metal Luka nad Jihlavou (VI) | 2:2 (3:4 i. E.) | TJ ŽĎAS Žďár nad Sázavou (IV)   |
| 30.07.1995, 17:00 Uhr | FK Krnov (IV)                         | 4:1             | FK ARTEP Město Albrechtice (IV) |
| 30.07.1995, 17:00 Uhr | TJ Frenštát pod Radhoštěm (VI)        | 1:1 (3:4 i. E.) | TJ Nový Jičín (IV)              |

## 1. Runde

### Teilnehmende Mannschaften
Die 17 Sieger der Vorrunde, die 16 Zweitligisten, 27 Drittligisten, weitere 34 Viertligisten und weitere 2 Fünftligisten. Insgesamt nahmen 96 Mannschaften teil.
| Fotbalová národní liga 16 Mannschaften der 2. Liga 1995/96 | Sieger der Vorrunde die 17 Sieger der Vorrunde | weitere Teilnehmer 63 Mannschaften | weitere Teilnehmer 63 Mannschaften | weitere Teilnehmer 63 Mannschaften |
| FK Švarc Benešov FK Chmel Blšany FK LeRK Brünn SK Chrudim 1887 FK VP Frýdek-Místek FK Baník Havířov FC Karviná SK Pardubice FC Tatran Poštorná FC Bohemians Prag FC Portal Příbram FC Alfa Slušovice FK Teplice SK Železárny Třinec FK Český ráj Turnov GGS Arma Ústí nad Labem | TJ ČKD Blansko (IV) SK Sokol Brozany (IV) FK Agria Choceň (IV) SK Hradec Králové B (IV) SK Přední Kopanina (IV) FK Krnov (IV) FSC Libuš (IV) TJ Nový Jičín (IV) SK Aritma Prag (IV) TJ Přeštice (IV) AFK Sokol Semice(IV) SK Štěti (V) TJ Sokol Svéradice (IV) FK Jiskra Třeboň (V) FC Veselí nad Moravou (IV) FK Vodňany (IV) TJ ŽĎAS Žďár nad Sázavou (IV) | 1. FC Brümmer Česká Lípa (III) 1. FC Terrex Kladno (III) SC Horní Počernice (III) FK Pelikán Děčín (III) SK Český Brod (III) ASK VT DIOSS Chomutov (III) AFK Atlantic Lázně Bohdaneč (III) SK VTJ Slavia Karlovy Vary (III) FK Lokomotiva Kladno (III) EMĚ Mělník (III) FC MUS Most (III) SK Spolana Neratovice (III) SK Rakovník (III) SK Roudnice nad Labem (III) FC Dukla Prag (III) FK Tachov (III) FC MSA Dolní Benešov (III) TJ ŽD Bohumín (III) SK KUNZ Hranice (III) Spartak PSJ Motorpal Jihlava (III) FC SYNOT Staré Město (III) | FC NH Ostrava (III) FK PS Přerov (III) FK VTJ PARES Prušánky (III) SK KM Ratíškovice (III) ČSK Uherský Brod (III) FK UNEX Uničov (III) VTJ Znojmo (III) TJ Důl 9. květen Albrechtice (IV) FK Kaučuk Brandýs nad Labem (IV) AFK Chrudim (IV) FK Mladá Boleslav (IV) ČAFC Židenice Brünn (IV) FC Dosta Bystrc-Kníničky (IV) TJ Slezan Frýdek-Místek (IV) SK VTJ Spartak Hulín (IV) Dukla Sekopt Hranice (IV) VTJ Sigma Hodonín (IV) FK Horažďovice (IV) Spartak PSJ Motorpal Jihlava (IV) FK Tatran Kadaň (IV) FK KD Karviná (IV) | SK Hanácká Slavia Kroměříž (IV) TJ Slavoj Český Krumlov (IV) SK Sparta Kutná Hora (IV) FK Český lev Neštěmice (IV) FK Admira-Slavoj Prag (IV) FC Patenidis Motorlet Prag (IV) FC Boček Kuřim (IV) AFK VMK Kyjov (IV) FK Litvínov (IV) TJ Valašské Meziříčí (IV) FK Mohelnice-Moravičany (IV) TJ Dolní Němčí (IV) TJ Tatran Prachatice (IV) FC Sparta Krč Prag (IV) FK Tábor (IV) TJ Trnava (IV) FC Atos Food Trutnov (IV) FC Agrox Vlašim (IV) TJ Biocel Vratimov (IV) FK UNO Zábřeh (IV) SK Prostějov Fotbal (V) |
| Ligaebene in Klammern: III = ČFL bzw. MSFL • IV = Divize • V = Krajský přebor • VI = I. A třída | | | | |

### Begegnungen der 1. Runde
| Datum                 |                                   | Ergebnis          |                                    |
| --------------------- | --------------------------------- | ----------------- | ---------------------------------- |
| 05.08.1995, 17:00 Uhr | FK Kaučuk Brandýs nad Labem (IV)  | 0:6               | FC Dukla Prag (III)                |
| 05.08.1995, 17:00 Uhr | FC Patenidis Motorlet Prag (IV)   | 1:2               | SK Český Brod (III)                |
| 05.08.1995, 17:00 Uhr | FC Agrox Vlašim (IV)              | 1:4               | SC Horní Počernice (III)           |
| 05.08.1995, 17:00 Uhr | SK Hradec Králové B (VI)          | 3:3 (4:3 i. E.)   | AFK Chrudim (IV)                   |
| 05.08.1995, 17:00 Uhr | TJ Spartak Kolín (V)              | 1:3               | SK Spolana Neratovice (III)        |
| 05.08.1995, 17:00 Uhr | FK Agria Choceň (IV)              | 0:1               | AFK Atlantic Lázně Bohdaneč (III)  |
| 05.08.1995, 17:00 Uhr | SK Sparta Kutná Hora (IV)         | 0:2               | SK Chrudim 1887 (II)               |
| 05.08.1995, 17:00 Uhr | AFK Sokol Semice (IV)             | 0:2               | SK Pardubice (III)                 |
| 05.08.1995, 17:00 Uhr | FC Atos Food Trutnov (IV)         | 1:2               | FK Český ráj Turnov (II)           |
| 05.08.1995, 17:00 Uhr | TJ Slezan Frýdek-Místek (IV)      | 0:0 (3:5 i. E.)   | SK Železárny Třinec (II)           |
| 05.08.1995, 17:00 Uhr | FK Mohelnice-Moravičany (IV)      | 1:4               | FK Baník Havířov (II)              |
| 05.08.1995, 17:00 Uhr | Dukla Sekopt Hranice (IV)         | 2:2 (10:11 i. E.) | FK VP Frýdek-Místek (II)           |
| 05.08.1995, 17:00 Uhr | TJ Důl 9. květen Albrechtice (IV) | 1:2               | FC Karviná (II)                    |
| 05.08.1995, 17:00 Uhr | FC Veselí nad Moravou (IV)        | 0:0 (5:6 i. E.)   | ČSK Uherský Brod (III)             |
| 05.08.1995, 17:00 Uhr | AFK VMK Kyjov (IV)                | 1:1 (2:4 i. E.)   | FC Tartan Poštorá (II)             |
| 05.08.1995, 17:00 Uhr | TJ ŽĎAS Žďár nad Sázavou (IV)     | 1:1 (3:4 i. E.)   | Spartak PSJ Motorpal Jihlava (III) |
| 05.08.1995, 17:00 Uhr | VTJ Sigma Hodonín (IV)            | 1:5               | SK KM Ratíškovice (III)            |
| 05.08.1995, 17:00 Uhr | FC Dosta Bystrc-Kníničky (IV)     | 0:1               | FC SYNOT Staré Město (III)         |
| 05.08.1995, 17:00 Uhr | TJ ČKD Blansko (IV)               | 2:3               | VTJ Znojmo (III)                   |
| 05.08.1995, 17:00 Uhr | FC Boček Kuřim (IV)               | 1:3               | FK UNEX Uničov (III)               |
| 05.08.1995, 17:00 Uhr | SK Prostějov Fotbal (V)           | 3:3 (4:5 i. E.)   | FK PS Přerov (III)                 |
| 05.08.1995, 17:00 Uhr | TJ Biocel Vratimov (IV)           | 1:3               | FC NH Ostrava (III)                |
| 05.08.1995, 17:00 Uhr | FK Krnov (IV)                     | 1:0               | FK KD Karviná (IV)                 |
| 05.08.1995, 17:00 Uhr | FK UNO Zábřeh (IV)                | 0:2               | FC MSA Dolní Benešov (III)         |
| 05.08.1995, 17:00 Uhr | TJ Nový Jičín (IV)                | 2:2 (4:5 i. E.)   | SK KUNZ Hranice (III)              |
| 05.08.1995, 17:00 Uhr | TJ Valašské Meziříčí (IV)         | 4:1               | TJ ŽD Bohumín (III)                |
| 05.08.1995, 17:00 Uhr | TJ Trnava (IV)                    | 1:4               | FC Alfa Slušovice (II)             |
| 05.08.1995, 17:00 Uhr | ČAFC Židenice Brünn (IV)          | 1:4               | FK LeRK Brünn (II)                 |
| 05.08.1995, 17:00 Uhr | TJ Dolní Němčí (IV)               | 1:7               | FK VTJ PARES Prušánky (III)        |
| 05.08.1995, 17:00 Uhr | FK Lokomotiva Kladno (III)        | 0:4               | FC Bohemians Prag (II)             |
| 05.08.1995, 17:00 Uhr | FK Vodňany (IV)                   | 0:4               | TJ Tatran Prachatice (IV)          |
| 05.08.1995, 17:00 Uhr | FK Horažďovice (IV)               | 2:4               | SK Rakovník (III)                  |
| 05.08.1995, 17:00 Uhr | ASK VT DIOSS Chomutov (III)       | 2:0               | 1. FC Terrex Kladno (III)          |
| 05.08.1995, 17:00 Uhr | TJ Přeštice (IV)                  | 3:1               | FK Tachov (III)                    |
| 05.08.1995, 17:00 Uhr | TJ Sokol Svéradice (IV)           | 2:0               | SK VTJ Slavia Karlovy Vary (III)   |
| 05.08.1995, 17:00 Uhr | FK Tábor (IV)                     | 1:5               | FK Švarc Benešov (II)              |
| 05.08.1995, 17:00 Uhr | SK Aritma Prag (IV)               | 1:2               | FC Portal Příbram (II)             |
| 05.08.1995, 17:00 Uhr | FC Sparta Krč Prag (IV)           | 2:0               | FK Mladá Boleslav (IV)             |
| 05.08.1995, 17:00 Uhr | SK Sokol Brozany (IV)             | 0:2               | 1. FC Brümmer Česká Lípa (III)     |
| 05.08.1995, 17:00 Uhr | SK Štěti (V)                      | 0:2               | SK Roudnice nad Labem (III)        |
| 05.08.1995, 17:00 Uhr | FK Český lev Neštěmice (IV)       | 1:5               | FK Pelikán Děčín (III)             |
| 05.08.1995, 17:00 Uhr | SK Přední Kopanina (V)            | 1:1 (4:5 i. E.)   | EMĚ Mělník (III)                   |
| 05.08.1995, 17:00 Uhr | FK Tatran Kadaň (IV)              | 0:5               | FK Chmel Blšany (II)               |
| 05.08.1995, 17:00 Uhr | FK Litvínov (IV)                  | 1:2               | GGS Arma Ústí nad Labem (II)       |
| 05.08.1995, 17:00 Uhr | FSC Libuš (IV)                    | 1:4               | FK Teplice (II)                    |
| 06.08.1995, 10:15 Uhr | FK Admira-Slavoj Prag (IV)        | 1:1 (4:2 i. E.)   | FC MUS Most (II)                   |
| 06.08.1995, 17:00 Uhr | SK VTJ Spartak Hulín (IV)         | 2:0               | SK Hanácká Slavia Kroměříž (IV)    |
| 06.08.1995, 17:00 Uhr | FK Jiskra Třeboň (V)              | 2:2 (5:4 i. E.)   | TJ Slavoj Český Krumlov (IV)       |

## 2. Runde

### Teilnehmende Mannschaften
| Tschechische Fußballmeisterschaft 1995/96 16 Erstligisten | Sieger der 1. Runde 48 Mannschaften | Sieger der 1. Runde 48 Mannschaften | Sieger der 1. Runde 48 Mannschaften |
| AC Sparta Prag SK Slavia Prag FC Boby Brünn Unistav SK Budweis FK Jablonec SK Hradec Králové Baník Ostrava FK Union Cheb FC Petra Drnovice Slovan Liberec SK Sigma MŽ Olmütz FC Kaučuk Opava FC Viktoria Pilsen FK Viktoria Žižkov SK Slovácká Slavia Uherské Hradiště FC Svit Zlín | FK Švarc Benešov (II) FK Chmel Blšany (II) FC Bohemians Prag (II) FK LeRK Brünn (II) SK Chrudim 1887 (II) FK VP Frýdek-Místek (II) FK Baník Havířov (II) FC Karviná (II) FC Tartan Poštorá (II) FC Portal Příbram (II) FC Alfa Slušovice (II) FK Teplice (II) SK Železárny Třinec (II) FK Český ráj Turnov (II) GGS Arma Ústí nad Labem (II) 1. FC Brümmer Česká Lípa (III) | SK Český Brod (III) ASK VT DIOSS Chomutov (III) FK Pelikán Děčín (III) EMĚ Mělník (III) SK Roudnice nad Labem (III) FC Dukla Prag (III) SC Horní Počernice (III) SK Spolana Neratovice (III) AFK Atlantic Lázně Bohdaneč (III) FC NH Ostrava (III) SK Pardubice (III) FC MSA Dolní Benešov (III) SK KUNZ Hranice (III) SK VTJ Spartak Hulín (IV) FK VTJ PARES Prušánky (III) Spartak PSJ Motorpal Jihlava (III) | TJ Valašské Meziříčí (IV) TJ Přeštice (IV) FK PS Přerov (III) SK Rakovník (III) SK KM Ratíškovice (III) TJ Tatran Prachatice (IV) FC Sparta Krč Prag (IV) FK Admira-Slavoj Prag (IV) FC SYNOT Staré Město (III) TJ Sokol Svéradice (IV) FK Krnov (IV) ČSK Uherský Brod (III) FK UNEX Uničov (III) VTJ Znojmo (III) FK Jiskra Třeboň (V) SK Hradec Králové B (VI) |
| Ligaebene in Klammern: II = FNL • III = ČFL bzw. MSFL • IV = Divize • V = Krajský přebor | | | |

### Begegnungen der 2. Runde
| Datum                 |                                    | Ergebnis        |                                         |
| --------------------- | ---------------------------------- | --------------- | --------------------------------------- |
| 23.08.1995, 16:30 Uhr | TJ Tatran Prachatice (IV)          | 1:4             | FC Portal Příbram (II)                  |
| 29.08.1995, 16:30 Uhr | SK Český Brod (III)                | 0:2             | FK Baník Havířov (II)                   |
| 30.08.1995, 16:30 Uhr | TJ Přeštice (IV)                   | 0:2             | SK Slavia Prag (I)                      |
| 30.08.1995, 16:30 Uhr | TJ Valašské Meziříčí (IV)          | 1:3             | FC Karviná (II)                         |
| 30.08.1995, 16:30 Uhr | FK PS Přerov (III)                 | 0:1             | FC Svit Zlín (I)                        |
| 30.08.1995, 16:30 Uhr | SK VTJ Spartak Hulín (IV)          | 0:5             | FC Tatran Poštorná (II)                 |
| 30.08.1995, 16:30 Uhr | VTJ Znojmo (III)                   | 2:4             | FC Petra Drnovice (I)                   |
| 30.08.1995, 16:30 Uhr | FC NH Ostrava (III)                | 3:1             | SK Železárny Třinec (II)                |
| 30.08.1995, 16:30 Uhr | FC MSA Dolní Benešov (III)         | 0:5             | Baník Ostrava (I)                       |
| 30.08.1995, 16:30 Uhr | SK KM Ratíškovice (III)            | 2:4             | SK Sigma MŽ Olmütz (I)                  |
| 30.08.1995, 16:30 Uhr | FK Krnov (IV)                      | 1:5             | FK VP Frýdek-Místek (II)                |
| 30.08.1995, 16:30 Uhr | TJ Nový Jičín (IV)                 | 1:7             | FC Kaučuk Opava (I)                     |
| 30.08.1995, 16:30 Uhr | FK VTJ PARES Prušánky (III)        | 0:0 (6:7 i. E.) | FK LeRK Brünn (II)                      |
| 30.08.1995, 16:30 Uhr | FC SYNOT Staré Město (III)         | 0:5             | SK Slovácká Slavia Uherské Hradiště (I) |
| 30.08.1995, 16:30 Uhr | Spartak PSJ Motorpal Jihlava (III) | 1:0             | FC Alfa Slušovice (II)                  |
| 30.08.1995, 16:30 Uhr | FK UNEX Uničov (III)               | 0:0 (5:3 i. E.) | FC Boby Brünn Unistav (I)               |
| 30.08.1995, 16:30 Uhr | SK Rakovník (III)                  | 0:3             | SK České Budweis JČE (I)                |
| 30.08.1995, 16:30 Uhr | FC Sparta Krč Prag (IV)            | 0:0 (0:3 i. E.) | FK Švarc Benešov (II)                   |
| 30.08.1995, 16:30 Uhr | FK Pelikán Děčín (III)             | 3:2             | FK Chmel Blšany (II)                    |
| 30.08.1995, 16:30 Uhr | SK Roudnice nad Labem (III)        | 0:7             | FK Jablonec (I)                         |
| 30.08.1995, 16:30 Uhr | FK Admira-Slavoj Prag (IV)         | 2:1             | GGS Arma Ústí nad Labem (II)            |
| 30.08.1995, 16:30 Uhr | FK Jiskra Třeboň (V)               | 1:6             | FC Viktoria Pilsen (I)                  |
| 30.08.1995, 16:30 Uhr | EMĚ Mělník (III)                   | 1:2             | FK Teplice (II)                         |
| 30.08.1995, 16:30 Uhr | TJ Sokol Svéradice (IV)            | 0:9             | FK Union Cheb (I)                       |
| 30.08.1995, 16:30 Uhr | SK Český Brod (III)                | 1:4             | FC Dukla Prag (III)                     |
| 30.08.1995, 16:30 Uhr | SC Horní Počernice (III)           | 0:2             | FK Viktoria Žižkov (I)                  |
| 30.08.1995, 16:30 Uhr | FK Český ráj Turnov (II)           | 0:2             | SK Chrudim 1887 (II)                    |
| 30.08.1995, 16:30 Uhr | 1. FC Brümmer Česká Lípa (III)     | 1:1 (4:5 i. E.) | Slovan Liberec (I)                      |
| 30.08.1995, 16:30 Uhr | AFK Atlantic Lázně Bohdaneč (I)    | 2:0             | SK Pardubice (II)                       |
| 31.08.1995, 16:30 Uhr | SK Hradec Králové (IV)             | 0:6             | SK Hradec Králové (I)                   |
| 31.08.1995, 16:30 Uhr | SK Spolana Neratovice (III)        | 0:2             | AC Sparta Prag (I)                      |
| 05.09.1995, 16:30 Uhr | ASK VT DIOSS Chomutov (III)        | 0:1             | FC Bohemians Prag (II)                  |

## 3. Runde
Teilnehmer: Die 32 Sieger der 2. Runde
| Datum                 |                                   | Ergebnis        |                                         |
| --------------------- | --------------------------------- | --------------- | --------------------------------------- |
| 20.09.1995, 15:30 Uhr | FC Karviná (II)                   | 4:2             | FC Svit Zlín (I)                        |
| 20.09.1995, 16:30 Uhr | FC Tatran Poštorná (II)           | 0:0 (1:4 i. E.) | FC Petra Drnovice (I)                   |
| 20.09.1995, 16:30 Uhr | FC NH Ostrava (III)               | 0:1             | Baník Ostrava (I)                       |
| 20.09.1995, 16:30 Uhr | FK VP Frýdek-Místek (II)          | 0:1             | FC Kaučuk Opava (I)                     |
| 20.09.1995, 16:30 Uhr | FK LeRK Brünn (II)                | 2:2 (5:4 i. E.) | SK Slovácká Slavia Uherské Hradiště (I) |
| 20.09.1995, 16:30 Uhr | FK UNEX Uničov (III)              | 1:1 (3:5 i. E.) | Spartak PSJ Motorpal Jihlava (III)      |
| 20.09.1995, 16:30 Uhr | FC Portal Příbram (II)            | 2:1             | SK České Budweis JČE (I)                |
| 20.09.1995, 16:30 Uhr | FK Švarc Benešov (II)             | 2:0             | Slovan Liberec (I)                      |
| 20.09.1995, 16:30 Uhr | FK Pelikán Děčín (III)            | 2:6             | FK Jablonec (I)                         |
| 20.09.1995, 16:30 Uhr | FK Teplice (III)                  | 4:1             | FK Union Cheb (I)                       |
| 20.09.1995, 16:30 Uhr | FC Dukla Prag (III)               | 1:1 (4:2 i. E.) | FK Viktoria Žižkov (I)                  |
| 26.09.1995, 15:30 Uhr | FK Baník Havířov (II)             | 0:3             | SK Sigma MŽ Olmütz (I)                  |
| 27.09.1995, 15:30 Uhr | FK Admira-Slavoj Prag (IV)        | 2:1             | FC Viktoria Pilsen (I)                  |
| 10.10.1995, 16:30 Uhr | FC Bohemians Prag (II)            | 0:1             | SK Slavia Prag (I)                      |
| 20.09.1995, 16:30 Uhr | SK Chrudim 1887 (II)              | 0:1             | AC Sparta Prag (I)                      |
| 11.10.1995, 10:15 Uhr | AFK Atlantic Lázně Bohdaneč (III) | 1:1 (3:1 i. E.) | SK Hradec Králové (I)                   |

## Achtelfinale
| Datum                 |                                    | Ergebnis        |                        |
| --------------------- | ---------------------------------- | --------------- | ---------------------- |
| 09.10.1995, 15:00 Uhr | FC Kaučuk Opava (I)                | 3:0             | SK Sigma MŽ Olmütz (I) |
| 11.10.1995, 15:00 Uhr | Spartak PSJ Motorpal Jihlava (III) | 1:1 (5:4 i. E.) | FK LeRK Brünn (II)     |
| 11.10.1995, 15:00 Uhr | FK Švarc Benešov (II)              | 0:3             | FC Portal Příbram (II) |
| 11.10.1995, 15:00 Uhr | FK Admira-Slavoj Prag (IV)         | 0:4             | FK Jablonec (I)        |
| 11.10.1995, 15:00 Uhr | FC Dukla Prag (III)                | 0:1             | FK Teplice (III)       |
| 11.10.1995, 16:30 Uhr | Baník Ostrava (I)                  | 1:1 (3:5 i. E.) | FC Petra Drnovice (I)  |
| 28.11.1995, 13:30 Uhr | AFK Atlantic Lázně Bohdaneč (III)  | 1:5             | AC Sparta Prag (I)     |
| 14.02.1996, 14:00 Uhr | FC Karviná (II)                    | 0:1             | SK Slavia Prag (I)     |

## Viertelfinale
| Datum                 |                       | Ergebnis        |                                    |
| --------------------- | --------------------- | --------------- | ---------------------------------- |
| 02.04.1996, 16:00 Uhr | FC Kaučuk Opava (I)   | 0:0 (3:4 i. E.) | FK Jablonec (I)                    |
| 03.04.1996, 16:00 Uhr | FK Teplice (III)      | 0:0 (5:4 i. E.) | Spartak PSJ Motorpal Jihlava (III) |
| 10.04.1996, 16:00 Uhr | FC Petra Drnovice (I) | 3:0             | FC Portal Příbram (II)             |
| 08.05.1996, 15:00 Uhr | AC Sparta Prag (I)    | 2:0             | SK Slavia Prag (I)                 |

## Halbfinale
| Datum                 |                       | Ergebnis |                    |
| --------------------- | --------------------- | -------- | ------------------ |
| 15.05.1996, 16:30 Uhr | FK Teplice (III)      | 1:4      | AC Sparta Prag (I) |
| 15.05.1996, 16:30 Uhr | FC Petra Drnovice (I) | 2:1      | FK Jablonec (I)    |

## Finale
| Paarung           | AC Sparta Prag – FC Petra Drnovice |
| Ergebnis          | 4:0 (2:0) |
| Datum             | 22. Mai 1996 um 16:30 Uhr |
| Stadion           | Stadion Evžena Rošického, Prag |
| Zuschauer         | 7.814 |
| Schiedsrichter    | Karel Bohuněk |
| Tore              | 1:0 Pavel Nedvěd (25.); 2:0 Zdeněk Svoboda (45.); 3:0 Pavel Nedvěd (55.); 4:0 Petr Kouba (71., Elfmeter) |
| AC Sparta Prag    | Petr Kouba – Michal Horňák, Tomáš Řepka, Jiří Novotný, Roman Vonášek (81. Roman Týce) – Lumír Mistr, Vaclav Budka, Zdeněk Svoboda, Pavel Nedvěd – Martin Frýdek, Vratislav Lokvenc (84. Josef Obajdin) Cheftrainer: Vlastimil Petržela     |
| FC Petra Drnovice | Tomáš Bernady – Aleš Nešický (61. Milan Poštulka), Jaroslav Šilhavý, Michal Šlachta – Petr Veselý, Jan Baránek, Edvard Lasota, Róbert Kafka, Jozef Weber – Radek Drulák, Jaroslav Timko (66. Albert Rusnák) Cheftrainer: Stanislav Jarábek |